# Ospedale Chovrinskaja
L'ospedale Chovrinskaya (in russo Ховринская больница; HZB, Hovrinka, Umbrella) era un edificio abbandonato nel distretto di Chovrino di Mosca, vicino all'omonima stazione ferroviaria.
L'edificio aveva un design comune anche a molti altri che si trovavano in Unione Sovietica. L'ospedale era stato progettato per assomigliare a una stella, con corridoi ramificati all'estremità di ogni punto. Le tre ali dell'edificio si univano in un punto centrale a formare tre cortili con porticati. Attiguo all'edificio principale era presente un edificio più piccolo che avrebbe dovuto ospitare il reparto di patologia.
A causa della costruzione incompiuta, diverse parti dell'edificio contenevano solo frammenti di pareti e pavimenti, mentre il seminterrato era soggetto ad allagamenti, dato che sotto vi passava l'attiguo fiume Likhoborka. Le spiegazioni per l'abbandono della costruzione vanno dalla mancanza di fondi a possibili carenze emerse nel progetto. Secondo una mappa di Mosca del 1952, l'ospedale doveva essere costruito vicino al Likhoborka nelle zone umide circostanti con impianti di trattamento delle acque reflue situati nelle vicinanze.
L'edificio abbandonato era ben noto tra gli appassionati di leggende metropolitane come uno dei luoghi più misteriosi di Mosca. Tra gli esploratori urbani l'ospedale si è guadagnato il nome di "The Umbrella"' per la sua somiglianza con il logo della Umbrella Corporation della saga di Resident Evil e per la sua somiglianza con il simbolo del rischio biologico.

## Storia
La costruzione dell'ospedale era iniziata nel 1980 prima di venir sospesa nel 1985. Da allora, l'edificio rimase incompiuto e fatiscente fino alla sua demolizione nel 2018.
L'ospedale era stato progettato per avere una capacità di 1300 posti letto e costruito nello stile architettonico tipico del brutalismo.

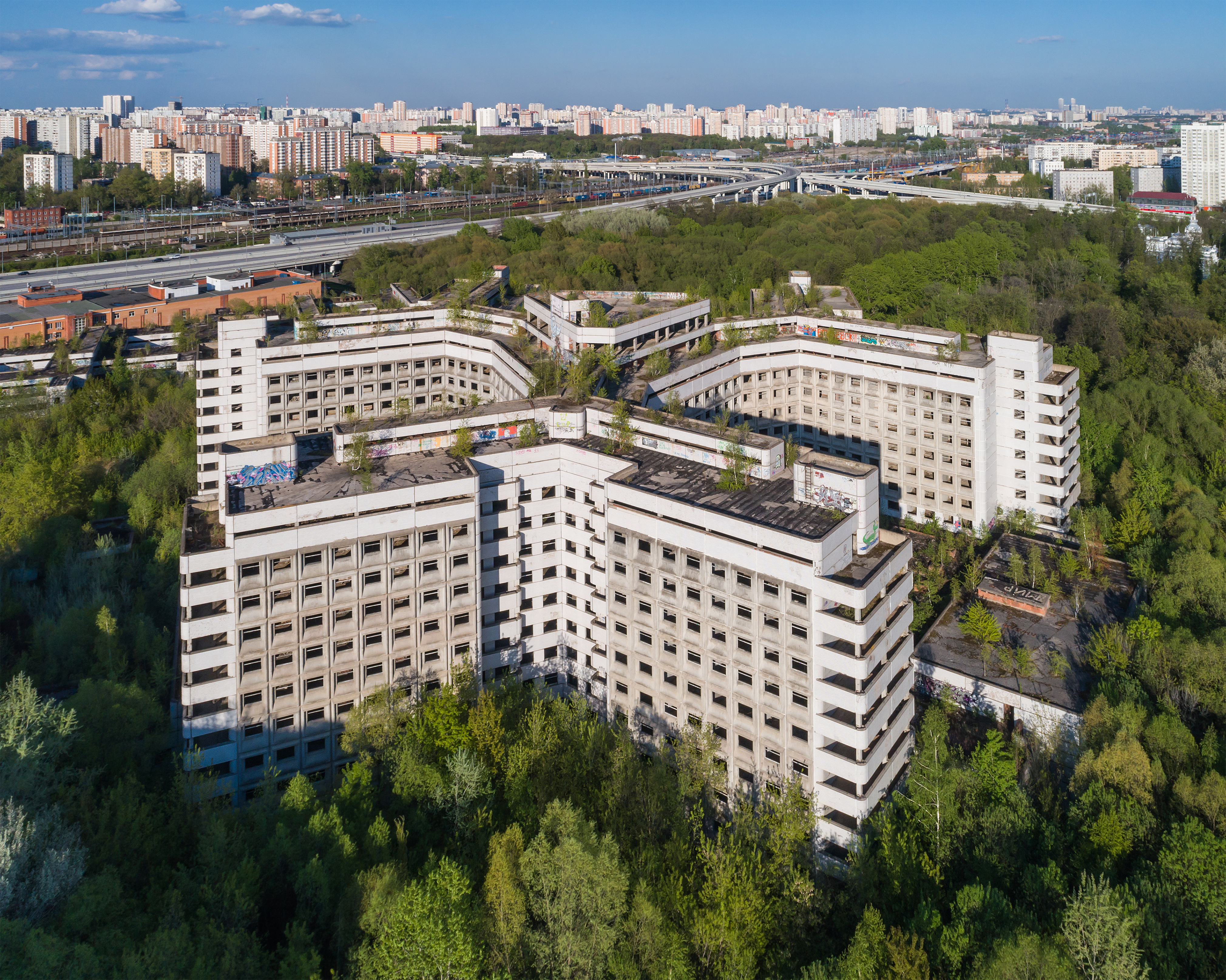
Veduta aerea, maggio 2017.

Dalla metà degli anni '80 l'ospedale divenne un luogo visitato frequentemente dagli urban explorers e dagli scalatori industriali. L'edificio era al centro di varie leggende metropolitane circa i fantasmi del personale ospedaliero, satanisti, senzatetto e altri elementi criminali. Nel 1990 una donna è stata uccisa all'interno della struttura, e a fine marzo 2011 un fotografo urbano fu vittima di un'aggressione armata sempre nel Chovrinskaya. A causa dei rischi della costruzione incompiuta e dei pericoli per i visitatori, l'ospedale era considerato non sicuro dalla comunità circostante.
Al secondo piano dell'edificio c'era un memoriale dedicato ad Alexey Krayushkin, un ragazzo di 16 anni che si era suicidato nel 2005 quando si gettò in un vano ascensore aperto nell'edificio. Sulle pareti dell'edificio incompiuto c'era una grande quantità di graffiti, il più famoso dei quali diceva: "Questo ospedale - la terra dei miracoli, vi è entrato ed è sparito".

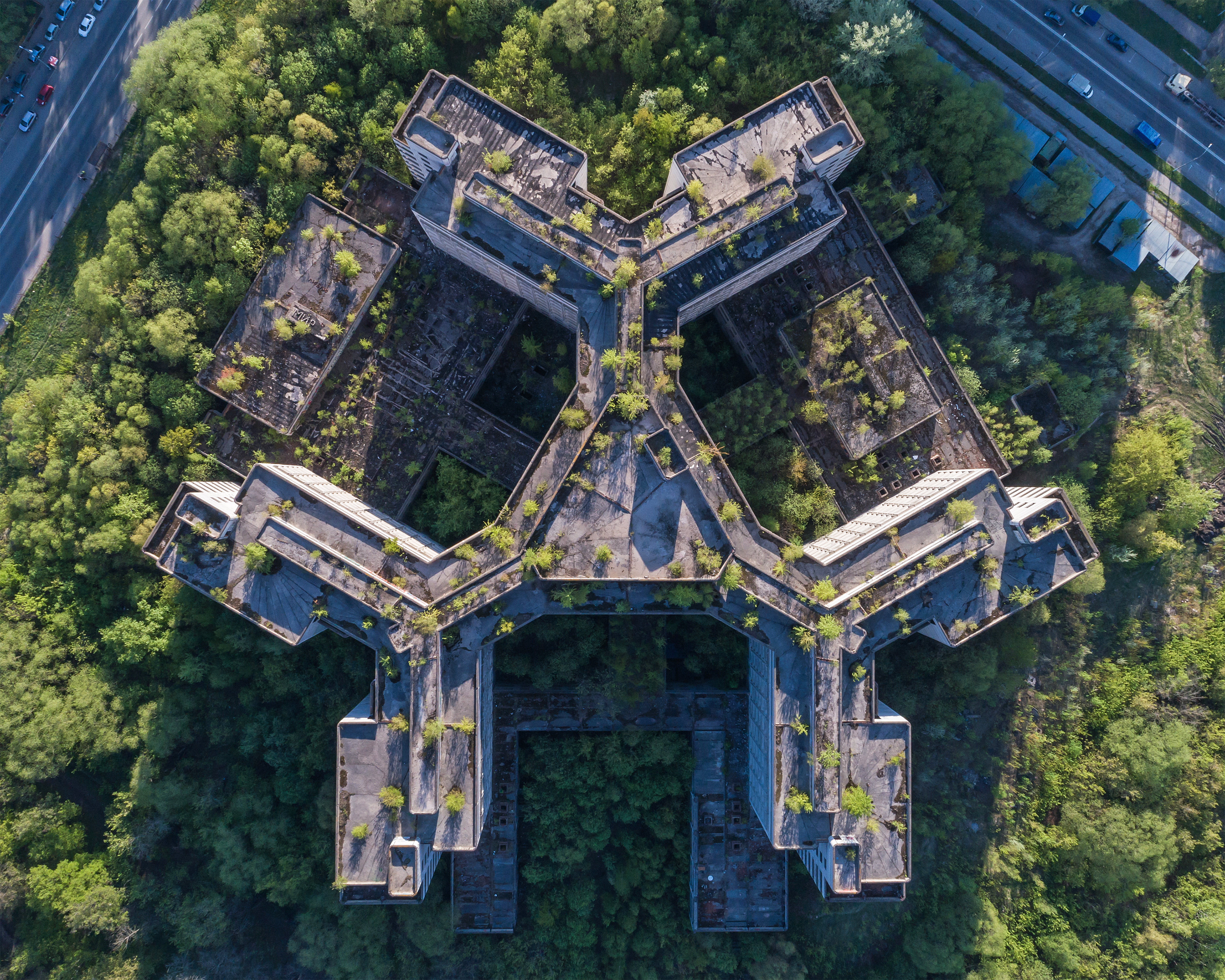
Veduta aerea, maggio 2017.

Nel luglio 2012 è stata presa la decisione di demolire i fabbricati e iniziare la costruzione di due nuovi edifici, e nell'ottobre dello stesso anno l'immobile e il terreno sono stati messi all'asta (tenutasi a dicembre 2012) per un valore iniziale di quasi 1,8 miliardi di rubli, che alcuni esperti ritennero significativamente sopravvalutato.

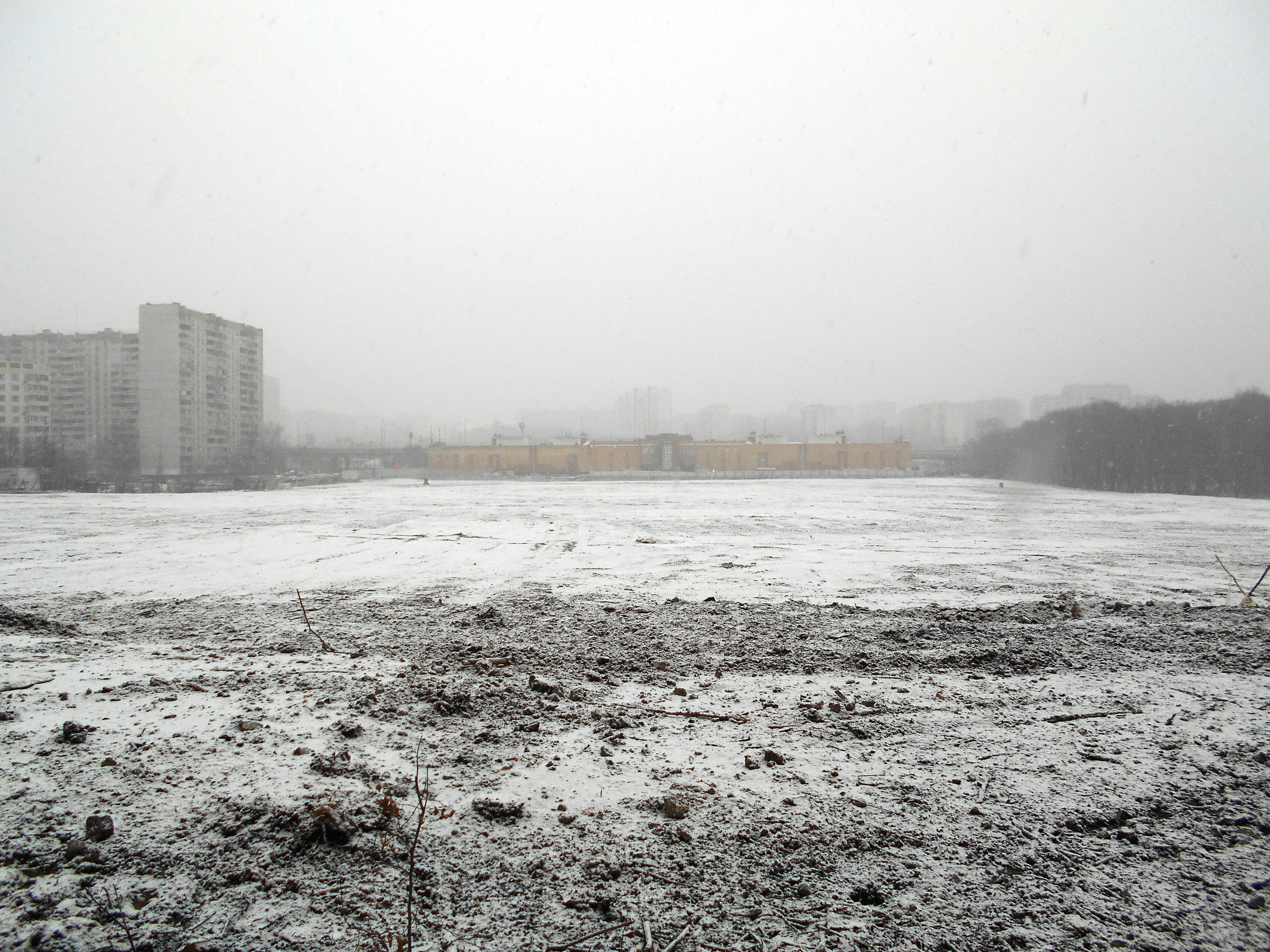
Il luogo in cui si trovava l'ospedale Hovrinskaya, 24 marzo 2019.

Il 15 novembre 2014 il vicesindaco per le politiche urbane e la costruzione Marat Khusnullin ha dichiarato che l'edificio sarebbe stato demolito per preparare la costruzione di una nuova struttura sanitaria.
Alla fine di marzo 2015, è stato nuovamente annunciato che il governo stava valutando la possibilità di demolire il Chovrinskaya (con un costo stimato di 0,8-1 miliardo di rubli). Nell'aprile 2016 le autorità cittadine annunciarono che lo smantellamento dell'edificio sarebbe iniziato nell'estate successiva, e stabilirono nuovamente dei piani per vendere il terreno all'asta onde attirare potenziali investitori.
Nella seconda metà del 2015, è stato pianificato l'inizio delle riprese di un documentario horror in stile Blair Witch chiamato "Hovrino" sull'ospedale abbandonato.
L'enorme struttura è stata infine demolita tra ottobre e novembre del 2018.

## Nei media
L'ospedale è comparso anche nel numero 270 Killer Hospital della serie a fumetti italiana Dampyr. In esso, oltre ai già citati motivi per cui l'ospedale non è mai stato completato, viene rivelato che a bloccare la demolizione era stata la presenza di un demone ad opera di un culto di satanisti rifugiatisi nella struttura.